# Letting Off the Happiness
Letting Off the Happiness ist das zweite Album von Bright Eyes. Es wurde in der Zeit zwischen März 1997 und März 1998 aufgenommen und im November 1998 über Saddle Creek veröffentlicht.
Neben Conor Oberst – dem kreativen Kopf von Bright Eyes – wirkten auf dem Album auch Musiker von Neutral Milk Hotel, Tilly and the Wall und Of Montreal als Gastmusiker mit (vgl. Abschnitt Beteiligte Musiker).

## Titelliste
1. „If Winter Ends“ – 3:25
2. „Padraic My Prince“ – 3:48
3. „Contrast and Compare“ – 3:57
4. „The City Has Sex“ – 2:11
5. „The Difference in the Shades“ – 4:23
6. „Touch“ – 3:42
7. „June on the West Coast“ – 3:34
8. „Pull My Hair“ – 4:10
9. „Empty Canyon, Empty Canteen“ – 2:47
10. „A Poetic Retelling of an Unfortunate Seduction“ – 4:24
11. „Tereza and Tomas“ – 25:46

Nach dem letzten Lied Tereza and Tomas folgt ein circa 15-minütiges Dröhnen, bevor das Lied Contrast and Compare in einer alternativen Version zu hören ist.
Der Song Empty Canyon, Empty Canteen ist nicht auf allen Auflagen enthalten.

## Rezeption
Zur Veröffentlichung erhielt das Album keine große Aufmerksamkeit, sodass die meisten Rezensionen das Album nur in der Rückschau betrachten. Hinzu kommt der Fakt, dass das Album in Deutschland erst mehr als zwei Jahre später – im Mai 2001 – erschienen ist.
Das deutsche Musikmagazin Visions gab zur Veröffentlichung in Deutschland die Note 9 von 12 und konstatierte:
„Die meisten Songs wurden in einem Keller aufgenommen - Akustik-Gitarre, Bass, Drums und ein paar völlig krude Keyboard-Sounds. LoFi. […] Diese Lieder sind unglaublich groß, voller Tragik und klingen, als würden sich die Flaming Lips das Herz raus reißen. Bright Eyes ist Nick Drake ohne Antidepressivum.“
Auch Allmusic lobt die Platte ausdrücklich und bewertet sie mit 5,5 von 6 Punkten Pitchfork Media gab 6,8 von 10 möglichen Punkten.

## Beteiligte Musiker
- Conor Oberst – Gitarre, Klavier, Gesang (Titel 1–11)
- Mike Mogis – Gitarre, Keyboard, Melodika, Pedal Steel, Glockenspiel
- Matt Maginn – Bass (Titel 2)
- Matt Focht – Schlagzeug, Perkussion (Titel 2, 11)
- Matt Oberst – Gitarre (Titel 3)
- Neely Jenkins – Gesang (Titel 3, 8)
- Andy LeMaster – Gesang, Perkussion, Gitarre, Bass (Titel 4, 5, 6, 8, 10)
- Jeremy Barnes – Drums, Perkussion, Akkordeon, Keyboard (Titel 4, 5, 6, 10)
- Kevin Barnes – Gesang, Rhodes (Titel 5, 10)
- Ted Stevens – Schlagzeug (Titel 8)
- Aaron Druery – Bass (Titel 11)
- Robb Nansel – Finger-Becken (Titel 11)